# 世界ヘビー級王座 (WWE)
世界ヘビー級王座（せかいヘビーきゅうおうざ、World Heavyweight Championship）は、アメリカのプロレス団体WWEにおける王座の一つである。WWEにおいて2013年までWWE王座と並ぶ最高位のタイトルであった。2023年に新設された世界ヘビー級王座とは歴史が系譜されていない。

## 概要
WWE王座と並び、団体の最高位の王座であり、王座を巡る抗争は番組のメインストーリーとして扱われている。王座に用いられているチャンピオンベルトは旧NWA、WCW時代にリック・フレアーが十数回に渡り戴冠し活躍したことから「フレアーモデル」という通称を持つ。フルモデルチェンジを繰り返しているWWE王座とは対照的に、エンブレムをWWEのものに変更するなどの処理こそ施されたものの制定から現在まで同一のベルトを使用し続けている。
なお、アメリカでは単に「世界ヘビー級王者 "World Heavyweight Champion"」と表記する場合は、かつて世界最高峰と言われたNWA世界ヘビー級王座を指す。そういった点を考慮しても、又は最近WWEから発売された世界ヘビー級王座の歴史を辿るDVDでの扱い方を見ても、今日のWWEにおいてこのタイトルは、公式な歴史を見れば非常に浅いものの、かつて栄華を誇ったNWA世界王座、その後それを受け継いだWCW世界王座の流れを受け継いだタイトルであると言え、同等価値のWWE王座がWWEという団体の歴史を象徴する王座であるならば、これはアメリカンプロレスそのものの歴史を象徴するタイトルであるといえる。また、同王者を制定する際、混同を避けるため「WWE世界ヘビー級王座」は「WWE王座」へと改称されている。

## 歴史
王座創設は2002年9月2日。当時のWWE統一王者であったブロック・レスナーがSmack Down専属となり、統一王座は名称を変えてWWE王座としてSmack Downのベルトとなった。そこでRAWのGMエリック・ビショフはWCW王座の名称を世界ヘビー級王座と改称してトリプルHに授与する。ノー・マーシーではトリプルHとケインとの世界ヘビー級王座、IC王座の統一戦が行われ、トリプルHが勝利。こうしてIC王座は消滅したが後に復活した。サバイバー・シリーズでは史上初となるエリミネーション・チェンバー・マッチ形式での王座戦が行われ、ショーン・マイケルズが復帰後初、約5年ぶりとなる王座を獲得。しかし1か月後に開催されたアルマゲドンでトリプルHが再び王座を奪取する。
2003年、トリプルHはスコット・スタイナー、ブッカー・T、ケビン・ナッシュ等の旧WCWのトップスターとの王座戦線で半年間王座を防衛したが、アンフォーギヴェンで旧WCW最後の大物、ビル・ゴールドバーグに敗れ王座転落。アルマゲドンでゴールドバーグ、トリプルH、ケインのトリプルスレット形式王座戦が行われ、トリプルHがリーダーを務めるエボリューションの介入もあり、トリプルHが3度目の王座獲得を果たした。
2004年、ロイヤルランブルで開催されたロイヤルランブル・マッチで優勝したSmack Down所属のクリス・ベノワが世界ヘビー級王座に挑戦するためにRAWへ移籍。Wrestle Mania XXでトリプルH、マイケルズとのトリプルスレット形式王座戦に勝利し、キャリア19年目で念願のヘビー級王座獲得を果たした。以降ベノワはトリプルH率いるエボリューションとの抗争を開始し、トリプルHとの2回に渡る王座戦でも防衛。サマースラムでエボリューションのメンバーであるランディ・オートンがベノワに挑戦し、WWE史上最年少となる24歳で王座を獲得。リーダーであるトリプルHを差し置いての王座戴冠が仇となり、オートンはエボリューションを追放され、ベビーターンする。アンフォーギヴェンでオートンは元リーダーのトリプルHと王座戦を行い、エボリューションの再三に渡る乱入もあって敗戦。1か月持たずの王座政権となってしまった。ビショフが休暇中の中、11月29日に開催されたRAWでの世界ヘビー級王座を賭けたトリプルH、ベノワ、エッジのトリプルスレットマッチでは判定結果を巡りノーコンテストに。翌週、ビンス・マクマホンの「全てをビショフに委ねる」との決定により世界ヘビー級王座は一時空位となり、休暇明けのビショフは、ニュー・イヤーズ・レボリューションでのエリミネーション・チェンバー・マッチで、当事者の3人に、オートン、クリス・ジェリコ、バティスタの3人を加え、ショーン・マイケルズを特別レフェリーとする王座決定戦の開催を決定。トリプルHが優勝して4度目の王座を獲得。
2005年、ロイヤルランブルで開催されたロイヤルランブル・マッチでバティスタが優勝。勢いに乗るバティスタに自身の王座を奪取されることを危惧したトリプルHはSmack Down所属のジョン "ブラッドショー" レイフィールドが保持するWWE王座に挑戦させることを画策するが、企みが見破られバティスタが造反。エボリューションから脱退し、Wrestle Mania 21でのトリプルHへの王座挑戦を宣言。祭典のメインで見事に勝利し、王座を奪取した。その後のトリプルHとの2回に渡る王座戦でも防衛。6月のドラフトによりSmack Down所属のWWE王者ジョン・シナがRAWへ移籍。入れ替わる形で世界ヘビー級王者のバティスタがSmackDown!へ移籍した。Smack Down移籍後のバティスタは前WWE王者のJBLとの抗争を開始。ノー・マーシーではエディ・ゲレロとの王座戦でも防衛し、長期政権を築いた。
2006年、1月のハウス・ショーで行われたバティスタ対マーク・ヘンリー戦においてバティスタが上腕三頭筋を断裂し、長期離脱となって王座を返上した。1月10日に開催されたSmack Downで新王者を決定するバトルロイヤルを開催。試合前にRAW所属のカート・アングルがバトルロイヤル参戦を表明し、優勝して新王者となった。カートはロイヤルランブルでバティスタを負傷欠場に追い込んだヘンリー、ノー・ウェイ・アウトでジ・アンダーテイカーからそれぞれ勝利し、王座防衛を果たした。Wrestle Mania 22ではロイヤルランブルで優勝したレイ・ミステリオとの王座戦が濃厚となったが、ノー・ウェイ・アウトでミステリオがオートンに敗れ王座挑戦権を奪われる。この結果によりカート対オートンの王座戦が決定となったが、Smack DownGMのセオドア・ロングの裁定により、Wrestle Mania 22ではミステリオを含めたトリプルスレット形式王座戦となることが決定。王座戦でミステリオがオートンを破り、前年に亡くなった親友のエディに捧げる勝利でクルーザー級スーパースターとして初のヘビー級王者となった。キング・ブッカーがThe Great American Bash 2006でWCW王座以来の世界王座を戴冠。Survivor Series 2006では怪我で失った王座をバティスタが奪還する。
2007年のロイヤルランブルで優勝したジ・アンダーテイカーがWrestle Mania 23で王座獲得。マネー・イン・ザ・バンクの権利を行使したエッジがテイカーから王座を奪う。エッジは負傷により王座を返上する。その後行われたバトルロワイヤルでグレート・カリが王者になる。Unforgiven 2007でバティスタが再び王者になるがArmageddon 2007でエッジに奪還される。
2008年のWrestleMania XXIVではテイカーが王者になるが、ヴィッキー・ゲレロGMの策略により王座を剥奪されてしまう。One Night Stand 2008ではテイカーをTLC戦で下す。しかしながらRAWでバティスタに急襲された所でCMパンクにマネー・イン・ザ・バンクを行使され王座を失う。この時点でCMパンクがドラフトでRAW移籍のため、RAW管轄となる。Unforgiven 2008でパンクはオートンに襲われ試合を欠場、試合ではクリス・ジェリコが新王者になる。Cyber Sunday 2008でオースチンが試合を裁くなか、バティスタが新王者になるも、すぐさまRAWでの試合でジェリコが王座を取り戻す。Survivor Series 2008で復帰したシナがジェリコを破り新王者となった。
2009年のNo Way Out 2009でのエリミネーション・チェンバー戦ではエッジが王座を獲得する。WrestleMania XXVではビッグ・ショーとシナとの三つ巴でエッジは敗れシナが王者になるが、Backlash 2009でのラストマン・スタンディング・マッチでビッグ・ショーに介入されたシナが王座を失いエッジが奪還する。エッジがドラフトでSmack Down移籍のため、SmackDown!管轄となる。Extreme Rules 2009でのラダーマッチでジェフ・ハーディーが勝利するもパンクが再びマネー・イン・ザ・バンクで王者になる。Night of Champions 2009でジェフが奪還するも、SummerSlam 2009でのTLC戦でパンクがまたも王者となる。その後テイカーとの抗争の中Hell in a Cell 2009でテイカーがパンクを破る。Elimination Chamber 2010まで保持するが、ショーン・マイケルズの介入もありジェリコに王座が渡る。レッスルマニア
では防衛するもその週のスマックダウンでジャック・スワガーにマネー・イン・ザ・バンクで王座を奪われる。Fatal 4 Wayでミステリオが王者になる。Money in the Bank 2010ではケインが獲得したマネー・イン・ザ・バンクの権利を即行使し王者なる。TLC 2010ではエッジがTLC戦を制し王座を獲得した。
2013年のTLC戦で、ランディ・オートンが、ジョン・シナとの王座統一戦を制し、11年間WWEの最高位の王座として並立していた２つのタイトルが統合され、WWE・世界ヘビー級王座と改称された。公式には、WWE王座が存続・改称し、世界ヘビー級王座が廃止されたことになっている。
2014年8月のサマースラムまではチャンピオンベルトは統合されておらず、旧WWE王座と旧世界ヘビー級王座の２つのベルトをWWE・世界ヘビー級王者が共に所持するという形でそのまま使用していたが、翌日のRAWで新ベルトの披露式で統合となった。
2023年からはWWEにおいて同名の王座が存在しているが、この王座は名称は同じだが復活王座ではなく新設された王座で、統合された世界ヘビー級王座の歴史は系譜されていない。
同王座の最多獲得記録はエッジの7回である。

## 歴代チャンピオン
| 歴代チャンピオン       | 戴冠回数 | 保持日数 | 日付           |
| ---------------------- | -------- | -------- | -------------- |
| トリプルH              | 1        | 76日     | 2002年9月2日   |
| ショーン・マイケルズ   | 1        | 28日     | 2002年11月17日 |
| トリプルH              | 2        | 280日    | 2002年12月15日 |
| ゴールドバーグ         | 1        | 84日     | 2003年9月21日  |
| トリプルH              | 3        | 91日     | 2003年12月14日 |
| クリス・ベノワ         | 1        | 154日    | 2004年3月14日  |
| ランディ・オートン     | 1        | 28日     | 2004年8月15日  |
| トリプルH              | 4        | 85日     | 2004年9月12日  |
| トリプルH              | 5        | 84日     | 2005年1月9日   |
| バティスタ             | 1        | 282日    | 2005年4月3日   |
| カート・アングル       | 1        | 82日     | 2006年1月10日  |
| レイ・ミステリオ       | 1        | 112日    | 2006年4月2日   |
| キング・ブッカー       | 1        | 126日    | 2006年7月23日  |
| バティスタ             | 2        | 126日    | 2006年11月26日 |
| ジ・アンダーテイカー   | 1        | 37日     | 2007年4月1日   |
| エッジ                 | 1        | 70日     | 2007年5月8日   |
| グレート・カリ         | 1        | 61日     | 2007年7月17日  |
| バティスタ             | 3        | 91日     | 2007年9月16日  |
| エッジ                 | 2        | 105日    | 2007年12月16日 |
| ジ・アンダーテイカー   | 2        | 33日     | 2008年3月30日  |
| エッジ                 | 3        | 29日     | 2008年6月1日   |
| CMパンク               | 1        | 69日     | 2008年6月30日  |
| クリス・ジェリコ       | 1        | 49日     | 2008年9月7日   |
| バティスタ             | 4        | 8日      | 2008年10月26日 |
| クリス・ジェリコ       | 2        | 20日     | 2008年11月3日  |
| ジョン・シナ           | 1        | 84日     | 2008年11月23日 |
| エッジ                 | 4        | 49日     | 2009年2月15日  |
| ジョン・シナ           | 2        | 21日     | 2009年4月5日   |
| エッジ                 | 5        | 42日     | 2009年4月26日  |
| ジェフ・ハーディー     | 1        | 0日      | 2009年6月7日   |
| CMパンク               | 2        | 49日     | 2009年6月7日   |
| ジェフ・ハーディー     | 2        | 28日     | 2009年7月26日  |
| CMパンク               | 3        | 42日     | 2009年8月23日  |
| ジ・アンダーテイカー   | 3        | 140日    | 2009年10月4日  |
| クリス・ジェリコ       | 3        | 40日     | 2010年2月21日  |
| ジャック・スワガー     | 1        | 79日     | 2010年4月2日   |
| レイ・ミステリオ       | 2        | 28日     | 2010年6月20日  |
| ケイン                 | 1        | 154日    | 2010年7月18日  |
| エッジ                 | 6        | 61日     | 2010年12月19日 |
| ドルフ・ジグラー       | 1        | 0日      | 2011年2月18日  |
| エッジ                 | 7        | 56日     | 2011年2月18日  |
| クリスチャン           | 1        | 5日      | 2011年5月1日   |
| ランディ・オートン     | 2        | 72日     | 2011年5月6日   |
| クリスチャン           | 2        | 28日     | 2011年7月17日  |
| ランディ・オートン     | 3        | 35日     | 2011年8月14日  |
| マーク・ヘンリー       | 1        | 91日     | 2011年9月18日  |
| ビッグ・ショー         | 1        | 0日      | 2011年12月18日 |
| ダニエル・ブライアン   | 1        | 105日    | 2011年12月18日 |
| シェイマス             | 1        | 210日    | 2012年4月1日   |
| ビッグ・ショー         | 2        | 72日     | 2012年10月28日 |
| アルベルト・デル・リオ | 1        | 90日     | 2013年1月8日   |
| ドルフ・ジグラー       | 2        | 69日     | 2013年4月8日   |
| アルベルト・デル・リオ | 2        | 133日    | 2013年6月16日  |
| ジョン・シナ           | 3        | 49日     | 2013年10月27日 |
| ランディ・オートン     | 4        | 0日      | 2013年12月15日 |